# Mohamed Atig
Mohamed Atig (ur. 22 marca 1984) – francuski lekkoatleta specjalizujący się w biegach płotkarskich i sprinterskich.
Na arenie międzynarodowej odniósł następujące sukcesy:
| Rok  | Miejsce  | Zawody                      | Konkurencja       | Pozycja       | Wynik   |
| ---- | -------- | --------------------------- | ----------------- | ------------- | ------- |
| 2002 | Kingston | mistrzostwa świata juniorów | sztafeta 4 × 400m | 5. miejsce    | 3:07,26 |
| 2003 | Tampere  | mistrzostwa Europy juniorów | bieg na 400 m ppł | srebrny medal | 51,46   |

Rekord życiowy w biegu na 400 metrów przez płotki – 51,46 (26 lipca 2003, Tampere).